# Шупарський ботанічний заказник
Шу́парський заказник — ботанічний заказник загальнодержавного значення в Україні. Розташований поблизу села Шупарка Чортківського району Тернопільської області, у кв. 14-28, кв. 29, вид. 1, 2, 11 Наддністрянського лісництва Чортківського держлісгоспу, в межах лісового урочища «Дача Шупарка».
Площа — 695 га. Створений відповідно до постанови РМ УРСР № 2 від 1 липня 1981 року. Перебуває у віданні Тернопільського обласного управління лісового господарства.
Під охороною — територія з ділянками буко-дубово-грабових та дубово-грабових лісів із домішкою хвойних порід, де зростає, зокрема, шафран Гейфеля, занесений до Червоної книги України.
На території заказника трапляються дика свиня, заєць, сарна європейська, вивірка.

### Території природно-заповідного фонду у складі ЗК «Шупарський»
До складу території заказника «Шупарський» входять такі об'єкти ПЗФ України:
- Пам'ятка природи місцевого значення «Шупарська бучина №1», ботанічна
- Пам'ятка природи місцевого значення «Шупарська бучина №3», ботанічна
- Пам'ятка природи місцевого значення «Шупарський феномен», ботанічна